# Lim (Familienname)
Lim ist ein Familienname.

## Namensträger
- Alfredo Lim (1929–2020), philippinischer Politiker
- Alizé Lim (* 1990), französische Tennisspielerin
- Alyssa Lim (* 1991), englische Badmintonspielerin
- Amparo Lim (* 1969), philippinische Badmintonspielerin
- Anderson Lim (* 1995), bruneiischer Schwimmsportler
- Bunthoeun Lim (* 1982), kambodschanischer Fußballschiedsrichter
- Chin Lim (* 1992), malaysischer Pokerspieler
- Clara Lim-Sylianco (1925–2013), philippinische Chemikerin und Hochschullehrerin
- David Lim (* 1983), US-amerikanischer Schauspieler
- Elijah Lim (* 2001), singapurischer Fußballspieler
- Freddy Lim (* 1976), taiwanischer Musiker und Politiker
- Gavin Yeung Kok Lim (* 1990), bruneiischer Tennisspieler
- Gloria Lim (1930–2022), singapurische Mykologin und Hochschullehrerin
- Harith Lim (* 1970), singapurianischer Dartspieler
- James Adam Lim, US-amerikanischer Schauspieler
- Jamus Lim (* 1976), singapurischer Ökonom und Politiker
- Jennifer Lim (* 1980), britische Schauspielerin
- Jenny Lim (* 2005), französische Tennisspielerin
- Jes Lim (* 19**), Feng-Shui-Großmeister und Autor
- Katherine Lim (* 1993), philippinische Fußballnationalspielerin
- Kevin Lim (* 1986), malaysischer Hockeyspieler
- Kwan Hi Lim (1922–2008), amerikanischer Schauspieler und Rechtsanwalt
- Lek-Heng Lim, Mathematiker aus Singapur
- Liza Lim (* 1966), australische Komponistin
- Maayke Tjin A-Lim (* 1998), niederländische Leichtathletin
- Maggie Lim (1913–1995), singapurische Ärztin und Sozialreformerin
- Paul Lim (* 1954), singapurischer Dartspieler
- Peter Lim (* 1953), singapurischer Unternehmer und Investor
- Pisoth Lim (* 2001), kambodschanischer Fußballspieler
- Rafael Montiano Lim (1931–1998), philippinischer Geistlicher, Bischof von Boac
- Robert Kho-Seng Lim (1897–1969), Physiologe
- Roderick Lim (* 1974), singapurer Nano- und Biophysiker sowie Nanobiologe
- Ron Lim (* 1965), US-amerikanischer Comiczeichner
- Shin Lim (* 1991), kanadisch-US-amerikanischer Magier und Kartenkünstler
- Stephen Lim (* 1942), malaysischer Radrennfahrer
- Sylvia Lim (* 1965), singapurische Juristin, Politikerin
- Teong-Kim Lim (* 1963), malaysischer Fußballspieler
- Yunchan Lim (* 2004), südkoreanischer Pianist

- Lim Biow Chuan (* 1963), singapurischer Politiker
- Lim Boo Liat (1926–2020), malaysischer Zoologe und Parasitologe
- Lim Boon Heng (* 1947), singapurischer Politiker
- Lim Chi Wing (* 1995), malaysischer Badmintonspieler
- Lim Chiew Sien (* 1994), malaysische Badmintonspielerin
- Lim Chong Eu (1919–2010), malaysischer Politiker und Geschäftsmann
- Lim Chul-woo (* 1954), südkoreanischer Schriftsteller
- Lim Eun-ji (* 1989), südkoreanische Stabhochspringerin
- Lim Hee-Chin (* ?), malaysischer Tennisspieler
- Lim Hee-nam (* 1984), südkoreanischer Sprinter
- Lim Heng Chek (1936–2021), malaysischer Schwimmer
- Lim Hng Kiang (* 1954), singapurischer Politiker
- Lim Hwee Hua (* 1959), singapurische Politikerin
- Lim Jae-duk (* 1982), südkoreanischer E-Sportler
- Lim Jae-hyuk (* 1999), südkoreanischer Fußballspieler
- Lim Jeong-soo (* 1980), südkoreanischer Fußballschiedsrichter
- Lim Ji-yeon (* 1990), südkoreanische Schauspielerin
- Lim Jie-sun, südkoreanische Komponistin
- Lim Jong-hoon (* 1997), südkoreanischer Tischtennisspieler
- Lim Ju-eun (* 1988), südkoreanische Schauspielerin
- Lim Kee Fong (* 1922), malaysischer Badmintonspieler
- Lim Kek-tjiang (1928–2017), chinesisch-indonesischer Violinist und Dirigent
- Lim Kim San (1916–2006), singapurischer Politiker
- Lim Kit Siang (* 1941), malaysischer Politiker
- Lim Kok Leong (* 1995), malaysischer Snookerspieler
- Lim Kok-Hong (* 1976), singapurischer Tennisspieler
- Lim Kyoung-won (* 1993), südkoreanischer Shorttracker
- Lim Kyung-hee (* 1982), südkoreanische Marathonläuferin
- Lim Ming-Chye (* 1985), singapurischer Tennisspieler
- Lim Nam-kyu (* 1989), südkoreanischer Rennrodler
- Lim O-kyeong (* 1971), südkoreanische Handballspielerin und Politikerin
- Lim Oon-Su (* 1972), bruneiischer Tennisspieler
- Lim Pek Siah (* 1979), malaysische Badmintonspielerin
- Lim Seon-joo (* 1990), südkoreanische Fußballspielerin
- Lim Siew Choon (* 1965), malaysische Badmintonspielerin
- Lim Si-hyeon (* 2003), südkoreanische Bogenschützin
- Lim Su-gyung (* 1968), südkoreanische Politikerin
- Lim Su-jeong (Schauspielerin) (* 1979),  südkoreanische Schauspielerin und Fotomodell
- Lim Su-jeong (Taekwondoin) (* 1986), südkoreanische Taekwondoin
- Lim Swee Say (* 1954), singapurischer Politiker
- Lim Tee Tai, singapurischer Ingenieur
- Lim Xiaoqing (* 1967), chinesisch-schwedische Badmintonspielerin
- Lim Yang-Tat (* 1975), singapurischer Tennisspieler
- Lim Yew Hock (1914–1984), singapurischer Politiker und Chief Minister Singapurs
- Lim Yin Fun (* 1994), malaysische Badmintonspielerin
- Lim Yin Loo (* 1988), malaysische Badmintonspielerin
- Lim Yo-hwan (* 1980), südkoreanischer Computerspieler
- Lim Yong-kyu (* 1991), südkoreanischer Tennisspieler
- Lim Yoona (* 1990), südkoreanische Sängerin, Tänzerin und Schauspielerin, siehe Yoona
- Lim Zoong-sun (* 1943), nordkoreanischer Fußballspieler